# کارشا (داغستان)
کارشا (به لاتین: Karsha) یک منطقهٔ مسکونی در روسیه است که در شهرستان آگولسکی واقع شده‌است.